# Linternas Rojas
Las Linternas Rojas (chino simplificado: 红灯照; chino tradicional: 紅燈照; pinyin: Hóng Dēng Zhào) fueron los grupos de lucha de mujeres organizados por mujeres de la aldea a quienes no se les permitió unirse a los grupos de hombres durante el levantamiento de los bóxers de 1900. Los aldeanos dijeron que estas mujeres tenían poderes sobrenaturales y fueron llamadas a realizar tareas que los bóxers masculinos no podían.

## Antecedentes
A diferencia de los rebeldes Taiping, pero al igual que muchas sectas populares chinas como la Secta del Loto Blanco, la ideología de los bóxers prohibió el contacto con las mujeres. La disciplina del bóxer en su forma más estricta no permitía el contacto sexual y ni siquiera mirar a una mujer por temor a que el yin contaminante de la hembra destruyera el ritual de invulnerabilidad.
Sin embargo, las mujeres organizaron unidades paralelas: Las Linternas Rojas (Hongdeng zhao, es decir, "Linternas Rojas Brillantes"), para mujeres más jóvenes, "Linternas Azules" (Landeng zhao) para mujeres de mediana edad, y Linternas Negras (Heideng zhao) para mujeres mayores. Las linternas rojas tenían entre doce y dieciocho años, no se peinaban de la manera tradicional y no se ataban los pies. Llevaban abrigos y pantalones rojos, sombreros rojos y zapatos rojos, y cada una llevaba una linterna roja. Estaban convencidas de que podían saltar al cielo cuando saludaban a sus fanáticas rojas.

Una canción popular lo tenía:
Vistiendo todo rojo,
Llevando una pequeña linterna roja,
Woosh, con una ola del abanico
Arriba vuelan al cielo.

## Actividades en 1900
Las fuentes fiables de las actividades de las Linternas Rojas son difíciles de encontrar. Se mencionan en cuentas de segunda o tercera mano como capaces de caminar sobre el agua, volar, prender fuego a las casas de los cristianos y detener sus armas, poderes que los boxeadores masculinos no reclamaron. Pero los únicos buenos relatos de sus actividades reales provienen de la batalla de Tientsin, cuando cuidaron a los bóxers heridos e hicieron trabajos como coser y limpiar.
Estas jóvenes también tenían el poder de proteger a los boxeadores que luchaban contra los invasores. Un exbóxer recordó en una historia oral en la década de 1950 que "un hermano-discípulo", es decir, un compañero boxer, "sostenía un trozo de cuerda en su mano... y dirigía la lucha. Los bóxers pelearían abajo, mientras que las Linternas Rojas mirarían desde arriba, apareciendo suspendidas en el cielo, no más grandes que un huevo de gallina". Estas Linternas Rojas podían lanzar espadas por el aire y cortar las cabezas de los invasores, además de quitar los tornillos de sus cañones. Cuando las Linternas Rojas se detenían, podían enviar sus almas a la batalla.
Las Linternas Rojas también eran famosas por sus poderes curativos. En la década de 1950, una exlinterna Roja contó a otro proyecto de historia oral de la "hermana-discípula" mayor que podía entrar en trance, aplaudir en dirección a una persona enferma y curar la enfermedad. Otra Linterna Roja, la Santa Madre del Loto Amarillo, tenía la reputación de poder curar heridas rociando agua limpia sobre ellas e incluso resucitar a los muertos frotando sus cuerpos.
Cuando la magia del boxeador fallaba, las mujeres frecuentemente tenían la culpa. Por ejemplo, cuando la Iglesia del Salvador, Beijing, resistió semanas de ataques con explosivos y fuego, los bóxers culparon de este fracaso a las mujeres católicas que se encontraban dentro, de las que se decía que se exponían y agitaban "cosas sucias", causando los espíritus de los bóxers. para dejar sus cuerpos. La respuesta fue esperar la llegada de las Linternas Rojas: "Las Linternas Rojas son todas niñas y mujeres jóvenes, por lo que no temen a las cosas sucias".
En los años posteriores a la derrota de los bóxers, los aldeanos intercambiaron historias sobre sus hazañas. Uno habló de las mujeres de las Linternas Rojas que aparecían en edificios en Tianjin que los ejércitos Qing no podían capturar de los extranjeros. Cogieron las balas de las armas extranjeras en sus cestas de flores y las dispersaron para incendiar los edificios, obligando a los soldados franceses y japoneses a huir. Otras historias de pueblos difundieron un mensaje igualitario de compartir la riqueza por igual y oponerse a la monarquía. Una fue que después de que atacaron las Legaciones Extranjeras, las Linternas Rojas difundieron la consigna de matar "un dragón, un tigre y trescientos carneros". El dragón era el emperador, el tigre era el príncipe Qing, y los trescientos carneros eran los funcionarios del gobierno central.

Otra leyenda de este tipo se refería a Azure Cloud, una joven mujer de la aldea que se decía que podía saltar diez pies en el aire como experta en artes marciales. Ella desarrolló un profundo odio hacia los extranjeros. La leyenda dice que cuando la Expedición Internacional entró en Beijing, mató a muchos de los invasores. Cuando los líderes de Boxer se convirtieron en colaboradores y cometieron crímenes indescriptibles, Azure Cloud invitó a estos traidores a un banquete. Ella los denunció: "Nunca hubiera creído que pudieran ser tales bestias. Es su culpa que el país esté al borde del colapso". Luego los ejecutó y desapareció sin dejar rastro. Una canción popular decía:
La linterna roja brilla
Iluminando el camino a la gente.

## Leyenda e historia
Las historias académicas en China mencionaron las Linternas Rojas solo de pasada, incluso después de 1949, cuando el levantamiento de los bóxers fue considerado un levantamiento patriótico de las masas. Pero de repente, en 1967, las Linternas Rojas se convirtieron en temas candentes en los medios nacionales chinos. La Revolución Cultural estaba en su fase más radical, y los grupos juveniles estudiantiles radicales, los Guardias Rojos, alcanzaron la cima de su fervor. Al igual que ellos, las Linternas Rojas eran rojas, jóvenes y rebeldes, y un grupo de los Guardias Rojos eligió el nombre de "Fuerza de Combate de las Linternas Rojas".
La Modelo de ópera revolucionaria, La leyenda de la Linterna Roja, producida por la esposa de Mao Zedong, Jiang Qing, no tenía conexión con el movimiento Boxer, pero popularizó la Linterna Roja en un símbolo revolucionario. Una campaña en los periódicos oficiales del Partido vio una conexión directa con las Linternas Rojas de 1900. Los editoriales oficiales atacaron a Liu Shaoqi, el antiguo segundo al mando de Mao, por detestar a los bóxers, y exhortaron a los Guardias Rojos a seguir el espíritu de las Linternas Rojas.